# Cinisi
Cìnisi è un comune italiano di 12 127 abitanti della città metropolitana di Palermo in Sicilia.

## Geografia

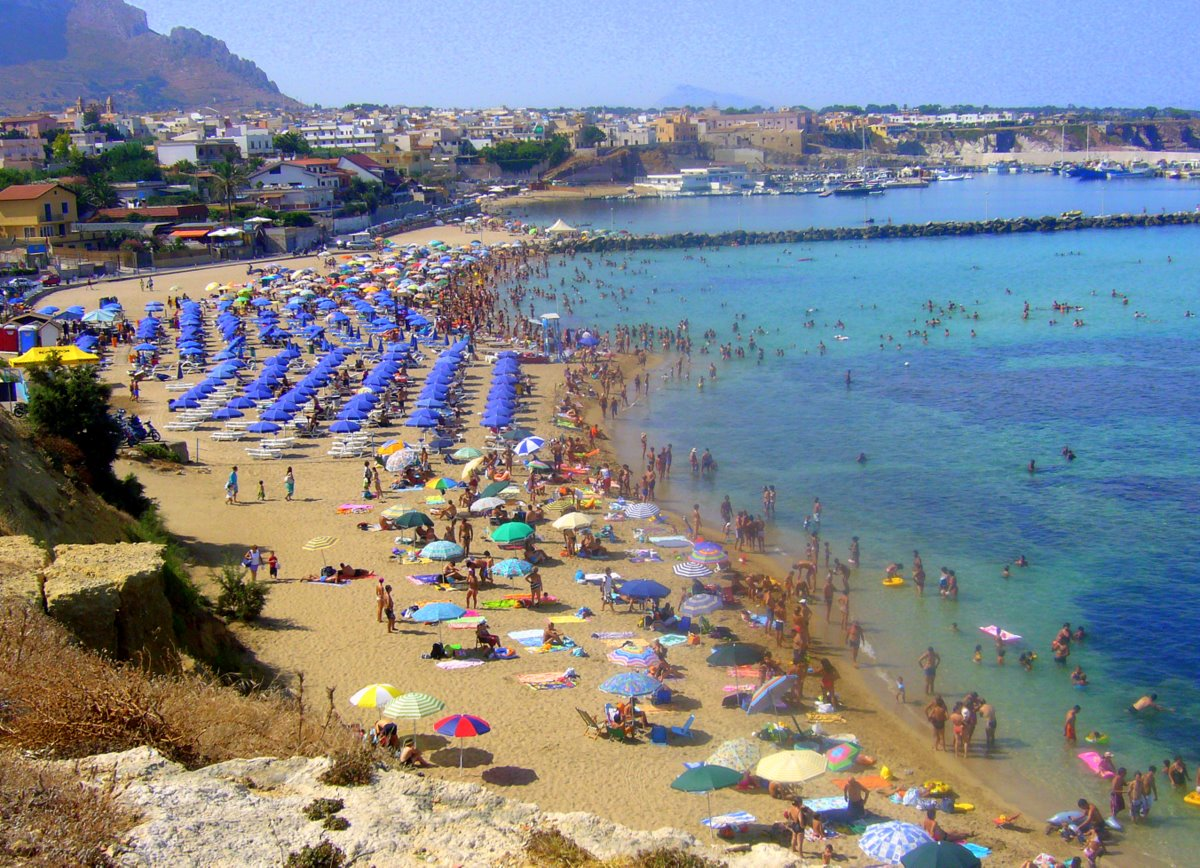
La spiaggia di Magaggiari vista dall'ex colonia dell'Ente Minerario Siciliano

Nel suo territorio sorge l'aeroporto internazionale di Palermo Falcone e Borsellino.
Di notevole bellezza naturale, risalendo il Vallone del Furi, sono la Fontana dell'Accitella e la località di Piano Margi, a 600 m circa sul livello del mare con il prossimo lussureggiante Bosco di Santo Canale, sovrastato dal Pizzo Montanello (964 m). La costa è quasi tutta ricadente all'interno del Demanio Aeronautico, e quindi ne è interdetto l'accesso. L'unica spiaggia di sabbia con attrezzature balneari, Magaggiari, è immediatamente prossima al confine con il Comune di Terrasini.

## Storia
La storia di Cinisi affonda le sue radici nel 1382 quando il giudice Fazio ne diede in concessione ai monaci benedettini di San Martino delle Scale il territorio.
Grazie al paziente e attento lavoro dei monaci, il paese iniziò il suo sviluppo, trasformandosi da piccolo feudo in un agglomerato sempre più popolato. La corte benedettina, insieme alle torri di avvistamento che facevano parte del sistema di avviso delle Torri costiere della Sicilia, costruite su indicazione dell'architetto fiorentino Camillo Camilliani (artefice anche della Fontana Pretoria a Palermo), Torre Pozzillo, Torre Mulinazzo e la Torre della Tonnara dell'Ursa sono le costruzioni più antiche e ricche di storia.
Quasi sulla cima di Montagna Longa esistono rovine di posti di vedetta di probabile origine cartaginese. Monetazione romana è stata rinvenuta in località Cipuḍḍazzu, mentre residui resti di opus reticulatum si trovano presso Torre Mulinazzo, probabilmente resti di vasche per la preparazione del garum. Importanti anche la Chiesa del Sacramento del XVIII secolo, il Santuario della Madonna del Furi, la Chiesa delle Anime Sante, la Chiesa e il Convento Santo Canale, tutte e due risalenti al secolo XIX.
L'economia del paese oggi si basa sul terziario. In passato il traino era costituito dal settore agricolo, grazie agli ortaggi e alla produzione casearia, basata sulla trasformazione del latte della famosa vacca cinisara (nera e dalle lunghe corna). Il mancato sostegno a tale attività, la rigida normativa sulla zootecnia e sulla produzione dei latticini, nonché lo spostamento di unità lavorative verso altri settori economici più redditizi hanno relegato l'allevamento bovino a una dimensione familiare, sicché la ricotta vaccina e il caciocavallo locale purtroppo non sono facilmente reperibili in commercio. Non ha avuto esito positivo l'avvio di un impianto sperimentale di Jojoba negli anni '80 in località Bosco tagliato in sostituzione delle vecchie, e ormai abbandonate, coltivazioni di Sommacco siciliano da cui si ricavava una qualità particolare di tannino per la concia delle pelli. Altrettanto abbandonata è la coltivazione di Fraxinus ornus (frassino da manna) da cui si ricavava un medicamento pediatrico lassativo, la mannita.
Cinisi fu la fonte d'ispirazione del poeta siciliano Giovanni Meli, che abitando a Cinisi in qualità di medico condotto, contemplando l'incantevole scenario naturale che il paese gli offriva seppe trarne materia per molte delle sue più celebri opere.
Cinisi ha dato i natali al giornalista Peppino Impastato noto per le denunce contro le attività di Cosa Nostra, a seguito delle quali fu assassinato il 9 maggio 1978. Ha anche lottato contro la mafia locale e contro la costruzione della terza pista del vicino aeroporto presso la frazione di Punta Raisi.
L'epitaffio inciso sulla tomba di Peppino a Cinisi recita così: "Rivoluzionario e militante comunista - Assassinato dalla mafia democristiana".

## Monumenti e luoghi d'interesse

### Architetture religiose

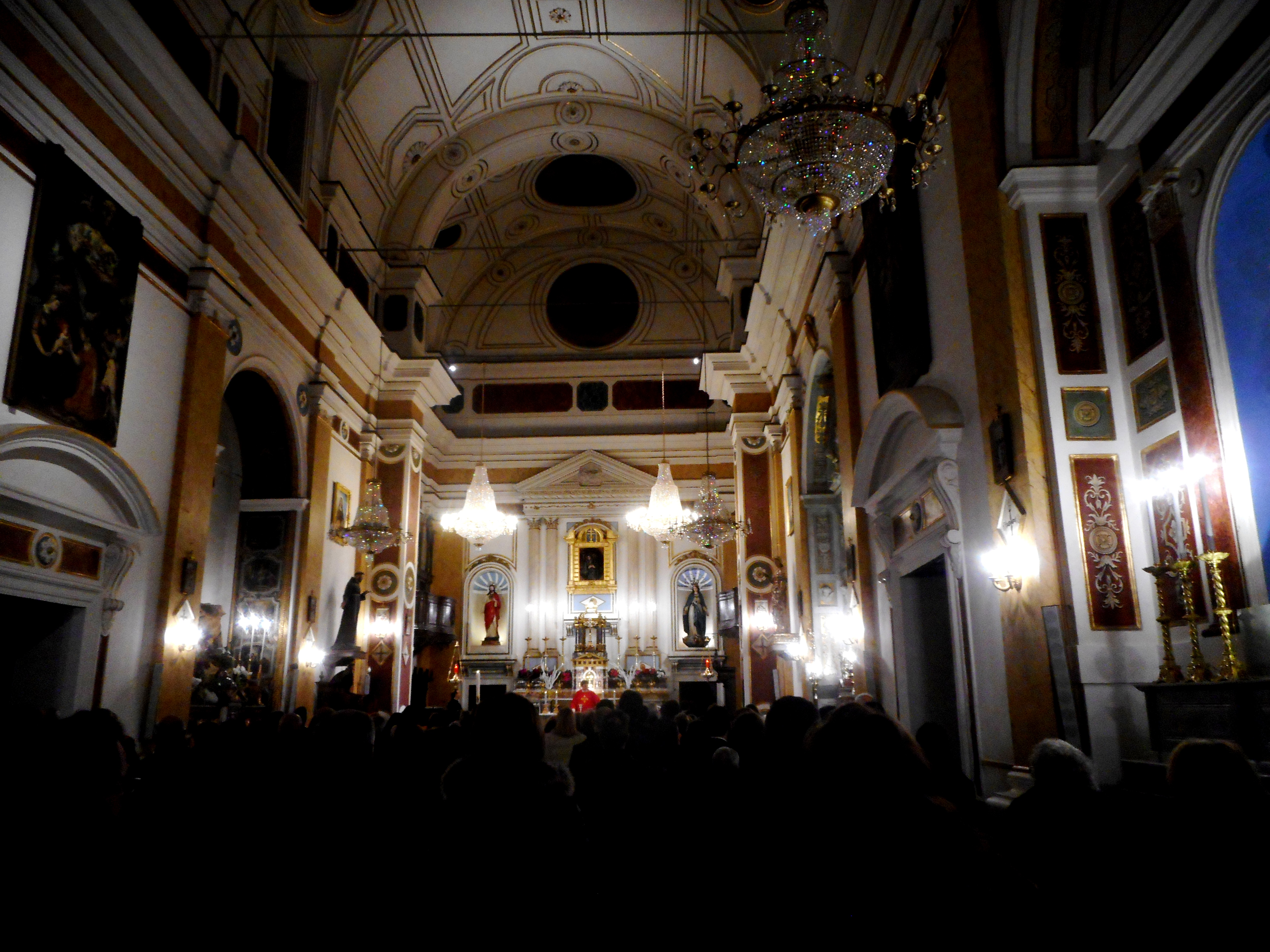
Santa Fara - interno

- Santa Fara - internoDuomo di Santa Fara e primitivo monastero dell'Ordine benedettino, quest'ultimo oggi adibito a Municipio
- Santuario della Madonna del Furi 1718
- Chiesa dell'Ecce Homo
- Chiesa del Sacramento XVIII secolo
- Chiesa delle Anime Sante 1827
- Chiesa di Santo Canale e convento XIX secolo

### Architetture civili
- Municipio
- Torre Mulinazzo
- Torre Pozzillo
- Presepe Semovente - mostra delle arti, mestieri e tradizioni siciliane - realizzato da Giacomo Randazzo, iscritto al R.E.I della Regione Siciliana

## Società

### Evoluzione demografica
Abitanti censiti

## Cultura

### Media
- Gran parte delle scene del film I cento passi di Marco Tullio Giordana sono state girate a Cinisi, e numerosi residenti hanno fatto parte del cast.[6]
- Anche il film drammatico di Damiano Damiani del 1970, La moglie più bella, con Alessio Orano, Ornella Muti, Tano Cimarosa, Joe Sentieri, Enzo Andronico e Fortunato Arena, è stato girato a Cinisi.[7]
- A Cinisi è girato Felicia Impastato, film TV di Gianfranco Albano a lei dedicato e andato in onda in prima serata su Rai 1 il 10 maggio 2016, in cui Felicia Bartolotta è impersonata da Lunetta Savino.[8]
- Tra Cinisi e Giardinello è ambientato il romanzo La vigna delle uve nere dell'autrice palermitana Livia De Stefani.
- Una scena del film Il Santo prende la mira del 1967 con Tiberio Murgia è stata girata a Cinisi.[senza fonte]
- Il comune di Cinisi viene citato nella canzone Vorrei del gruppo folk I Luf dedicata a Peppino Impastato.[9]

### Radio
Emittenti Scomparse :
- Primarete (101.7 e 104 MHz)
- Radio Antenna Sud
- Radio Aut (con sede a Terrasini)
- Radio Azzurra (96 MHz, poi 97.7)
- Radio Cinisi Centrale
- Radio Cinisi International
- Rete 99

### Televisione
Emittenti Scomparse
- Video 1

## Amministrazione
Di seguito le varie amministrazioni che si sono succedute a Cinisi.
| Periodo           | Periodo           | Primo cittadino       | Partito                     | Carica              | Note   |
| ----------------- | ----------------- | --------------------- | --------------------------- | ------------------- | ------ |
| 29 giugno 1988    | 19 gennaio 1991   | Salvatore Mangiapane  | Democrazia Cristiana        | Sindaco             | [ 10 ] |
| 29 gennaio 1991   | 7 ottobre 1991    | Vito Cucinella        | Democrazia Cristiana        | Sindaco             | [ 10 ] |
| 18 ottobre 1991   | 7 giugno 1993     | Salvatore Palazzolo   | Partito Socialista Italiano | Sindaco             | [ 10 ] |
| 7 giugno 1993     | 1º dicembre 1997  | Antonino Gaglio       | lista civica                | Sindaco             | [ 10 ] |
| 1º dicembre 1997  | 11 settembre 2001 | Salvatore Mangiapane  | lista civica                | Sindaco             | [ 10 ] |
| 11 settembre 2001 | 28 giugno 2004    | Susanna Conte         |                             | Comm. straordinario | [ 10 ] |
| 8 ottobre 2001    | 28 giugno 2004    | Giuseppe De Blasi     |                             | Comm. straordinario | [ 10 ] |
| 11 settembre 2001 | 28 giugno 2004    | Francesco Tortorici   |                             | Comm. straordinario | [ 10 ] |
| 28 giugno 2004    | 25 maggio 2014    | Salvatore Palazzolo   | lista civica                | Sindaco             | [ 10 ] |
| 25 maggio 2014    | 10 giugno 2024    | Giangiacomo Palazzolo | Azione                      | Sindaco             | [ 10 ] |
| 11 giugno 2024    | in carica         | Vera Abbate           | Lista civica                | Sindaca             | [ 10 ] |